# Лариса Долина
Лариса Александровна Долина (предишни фамилни имена: по рождение Куделман, от първия брак Миончинская) е съветска и руска поп и джаз певица, актриса, заслужила артистка на Русия (1993), народна артистка на Русия (1998).

## Биография
Родена на 10 ноември 1955 година в Баку, Азербайджанска ССР в семейството на строителя Александър Маркович Куделман и машинистката Галина Израилевна Куделман. На 3-годишна възраст се мести с родителите си в родния им град Одеса. На 6 г. Лариса постъпва в музикално училище (виолончело). Слуша грамофонни плочи с джазова музика, предимно с Луис Армстронг и Ела Фицджералд, и се опитва да пее „заедно с тях“. Едва 15-годишна се представя пред публика с групата „Ние, одесчаны“.
През 1972 г., почти на 18-ия си рожден ден, Лариса получава телеграма от Ереван. Младата певица заминава за Армения и става солистка на вокалната група „Армина“. След година участва в Общосъюзния конкурс за естрадни изпълнители с песента „Не, пролетта не дойде“ на Ян Френкел. Лирична, бавна, каквато дотогава Лариса не е изпълнявала. Успехът е изключителен, името ѝ веднага се прочува.
На фестивала на съветската песен в Сочи през 1978 г. Лариса Долина спечелва 2-ра награда. Там се запознава с члена на журито Анатолий Крол – композитор и ръководител на известния оркестър „Съвременник“, който я кани да пее с оркестъра му.
На първите концерти тя изпълнява обикновени популярни песни, но много скоро става ясно, че има отлични данни за джаз. А Крол е страстен любител на джазовата музика. Така възниква идеята да подготвят програмата „Антология на джазовото пеене“ – ретроспективно представяне на този жанр: от африканските там-тами през Ню Орлиънс в началото на века, през дисниленда и чарлстона на 1940-те години, кул-джаза на 1950-те, та чак до наши дни. В тази програма Лариса не само пее, но и танцува. Може би благодарение на това след няколко години е поканена да участва в известния музикален филм „Обичаме джаза“ на Карен Шахназаров.
Долина е участвала в над 70 филма. В повечето случаи остава незабележима, защото озвучава зад кадър вокалните изпълнения, но нерядко се появява и на екрана.

## Филми
- 1978 – Кадифен сезон
- 1978 – Обикновено чудо
- 1978 – 31 юни
- 1979 – Твърде синя брада
- 1982 – Чародеи
- 1983 – Ние от джаза
- 1985 – Зимна вечер в Гагра
- 1987 – Островът на загиналите кораби
- 1987 – Човекът от булеварда на капуцините
- 1988 – Да убиеш дракон
- 1997 – Стари песни на главната
- 2000 – Бременските музиканти и компания
- 2003 – Честита Нова година! – Ново щастие!
- 2007 – Любов-морков

## Дискография
- 1985 – Затяжной прыжок (Свободно падане)
- 1986 – Новый день (Нов ден)
- 1988 – Песни Виктора Резникова (Песните на Виктор Резников)
- 1989 – Льдинка
- 1991 – Прости меня (Прости ми)
- 1993 – Льдинка
- 1993 – Прости меня (Прости ми)
- 1994 – Привыкай к Ларисе Долиной (Свиквай с Лариса Долина)
- 1995 – Долина в долине страстей (Долина в долината на страстите)
- 1996 – Прощай… Нет, до свидания! (Сбогом... Не, довиждане!)
- 1997 – Погода в доме (Времето у дома)
- 1998 – Счастливая доля (Щастлива мъка)
- 1999 – Певица и музыкант (Певицата и музикантът)
- 2000 – Эпиграф (Епиграф)
- 2000 – По-новому жить (Да живееш по новому)
- 2001 – Новый год (Нова година)
- 2002 – Carnival of Jazz (Джазов карнавал)
- 2006 – Обожжённая душа (Изгорена душа)
- 2008 – Hollywood Mood (Холивудско настроение)
- 2009 – Carnival of Jazz-2: No (Джазов карнавал – 2: Не)
- 2010 – Route 55 (Път 55)

## Концерти
Самостоятелни концерти
- 1985 г. – „Затяжной прыжок“
- 1992 г. – „Что хочу, то и пою“
- 1995 г. – „Я не нравлюсь себе“
- 1996 г. – „Погода в доме“, ГЦКЗ Россия
- 1997 г. – „Шлягеры уходящего века“ (с Александър Градски), Голяма зала на Московската консерватория
- 2011 г. – „Новогодний джаз-карнавал“, Театър Естради

Самостоятелно турне
- 2011-2012 г. – „Сны экстраверта“

Концерти зад граница
- САЩ
- Израел